# Кордофанские народы
Кордофа́нские наро́ды — группа народов в Судане, на плато Кордофан, условно выделяемая на основе языкового родства. Говорят на кордофанских языках (часто включаемых в нигеро-конголезскую макросемью).
Общая численность 700 тыс. человек.
Большинство кордофанских народов — мусульмане-сунниты, часть придерживается традиционных верований.
Кордофанские народы включают группы: кадугли-кронго, коалиб, тегали-тагой (тегали, рашад, тагой, тумале), талоди (талоди, лафофа, элири, масакин, тачо, лумун, эль-амира), катла (катла, тима).
К кордофанским народам иногда относят горных нубийцев, говорящих на неродственных нубийских языках, но распространённых там же, на плато Кордофан, — даир, дадару, карко, вали и др.

## Основные занятия
Богарное подсечно-огневое или поливное земледелие на террасах, разведение крупного и мелкого рогатого скота, сбор смолы гуммиарабика с дикорастущих акаций. Возделывают просо-дохна, ячмень, кукурузу, арахис, кунжут, бахчевые, в северо-восточных районах плато — финиковую пальму, из товарных культур — хлопчатник. Мужчины очищают участки от кустарника, обрабатывают поля, пасут скот и доят его, женщины обрабатывают огороды и поля по соседству с жилищем, собирают гуммиарабик и дикие фрукты. Развиты изготовление медных и серебряных ювелирных изделий, керамики, обработка кожи, дерева, кости и рога.
Поселения небольшие, компактные. Жилище круглое, стены из глины, крыша коническая, из тростника или соломы; хранилища для зерна на подставках.

## Национальная одежда
Мужская одежда — широкие белые штаны и туникообразная рубаха. Женщины носят тёмные платья, металлические украшения.

## Пища
Лепёшки из проса и ячменя с острыми приправами, молочная каша, овощи, фрукты, финики.

## Структура социума
Основная ячейка социальной организации — большесемейная община. Группа семей составляет экзогамный клан со старейшиной во главе. Брак патрилокален. Счёт родства патрилинейный, у талоди и кадугли-кронго сохраняются матрилинейные традиции.